# Dấu nối (âm nhạc)
Dấu nối (tiếng Anh: tie) là một ký hiệu trong hệ thống ký hiệu nhạc phương Tây, có dạng một đường cong nối các thân nốt nhạc liền kề cùng cao độ lại với nhau. Dấu nối chỉ ra rằng cần phải chơi các nốt được nối như một nốt đơn nhất có trường độ bằng tổng giá trị các nốt đó. Có những trường hợp nếu dùng dấu nối thì cho ra kết quả tương đương với như khi dùng dấu chấm dôi, chẳng hạn một nốt đen nối với nốt trắng thì tương đương với một nốt trắng có chấm dôi.

## Hình thức
Dấu nối có dạng đường cong có điểm đầu và điểm cuối ngang bằng nhau xét theo phương ngang, nối các hình nốt có cùng cao độ. Dấu nối được vạch từ bên phải của thân nốt nhạc thứ nhất sang bên trái của thân nốt nhạc thứ hai nhưng các điểm đầu và điểm cuối của dấu nối không chạm vào các thân nốt nhạc.

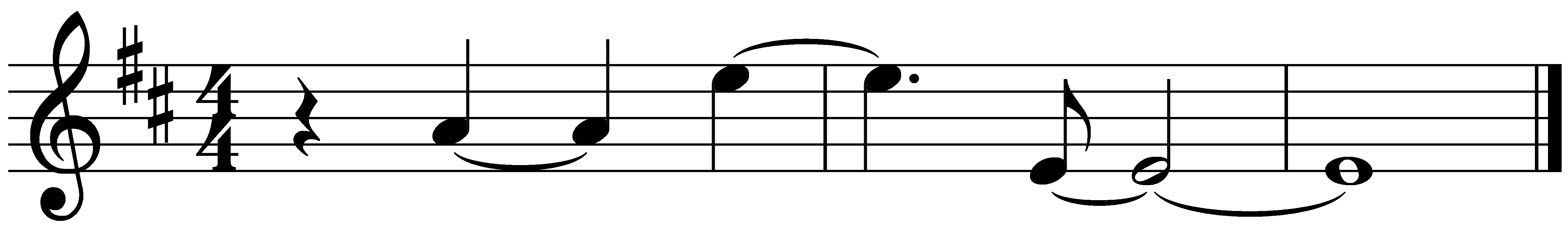
Một số ví dụ về dấu nối

## Tác dụng

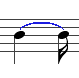
Nốt đen nối với nốt móc kép

Có những trường hợp cần thể hiện những trường độ mà không một hình nốt nào làm được, chẳng hạn như ví dụ ở hình bên: nốt đen nối với nốt móc kép cho ra trường độ bằng 5/4 trường độ nốt đen.
Thỉnh thoảng có những khi có thể dùng một hình nốt duy nhất nhưng người soạn nhạc vẫn tách làm hai và nối chúng bằng dấu nối, có thể là bởi vì:
- Nằm giữa hai nốt đó là một vạch nhịp:

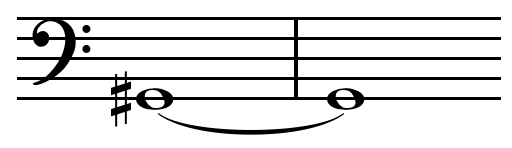
Dấu nối vòng qua vạch nhịp

- Nốt thứ hai là nốt bắt đầu một nhịp có "vận luật" (metre) và rơi vào phách mạnh của nhịp đó. Thay vì viết bằng một nốt duy nhất có giá trị cao hơn thì người soạn nhạc lại chọn cách dùng dấu nối. Cách này không ảnh hưởng việc biểu diễn nhạc mà giúp bản nhạc dễ đọc.

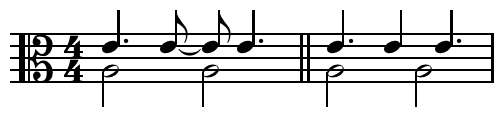
Nhịp sau giống giai điệu với nhịp đầu nhưng không có dấu nối.

## Nhầm lẫn
Dấu nối có thể bị nhầm lẫn với:
- Dấu luyến: có hình thức giống dấu nối nhưng ấp dụng với các nốt khác cao độ và hàm ý cần "liên kết"[1] các nốt khi biểu diễn chúng.
- Dấu phân tiết/phân câu (phrase mark): dấu phân tiết là một đường cong vắt qua một nét lướt, có ý nghĩa rằng nên biểu diễn nét lướt đó như một câu. Dấu này rất giống dấu luyến về hình thức.

Trong các tác phẩm âm nhạc, cũng có thể thấy các nét lướt mà trong đó vài nốt liên tiếp xuất hiện bên nhau kèm một dấu nối lớn nối lại. Cùng một lúc, nhóm nốt nhạc đó cũng có thể là bộ phận của một nhóm lớn hơn được nối nhờ dấu luyến hoặc dấu phân tiết. Trong trường hợp này người ta sẽ dùng các loại dấu này cùng một lúc và theo một cách thức rõ ràng để phân biệt.